# Litze

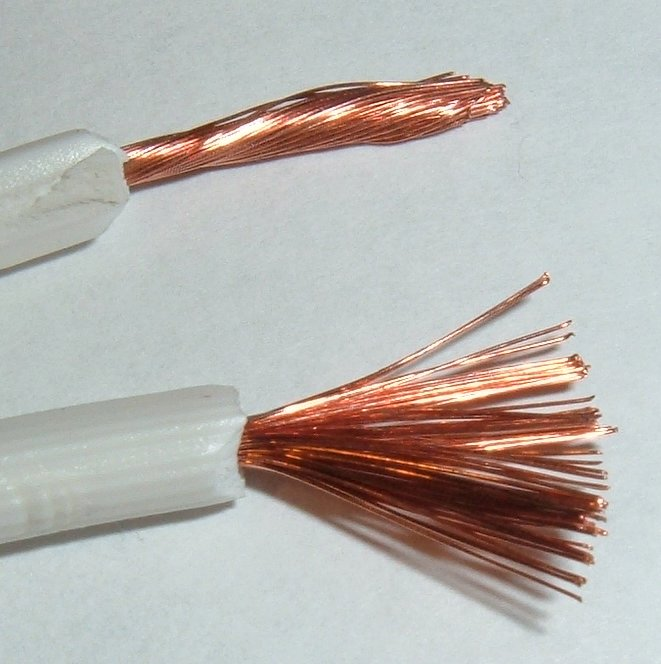
Litzedraad van blank koper, boven in elkaar gedraaid

Litze (Latijn: licium "draad", "band") is de aanduiding voor de geleidende kern van een algemeen voorkomende soort soepele elektrische draad of kabel. Litzedraad is een draad met samengestelde kern, als tegenhanger van draad met massieve kern. Het woord is overgenomen uit het Duits.
Bij litzedraad bestaat deze kern uit een bundel dunne koperdraden die ongeïsoleerd tegen elkaar aan liggen en samen omhuld worden door een isolerende laag. De draden kunnen vertind zijn voor een betere soldeerbaarheid en betere bestendigheid tegen corrosie. De isolerende mantel kan vervaardigd zijn uit zacht pvc, teflon, nylon of een andere kunststof. Twee of meer geïsoleerde draden kunnen samen in een gemeenschappelijke ronde omhulling zijn gevoegd, zoals bij netsnoer gebruikelijk is. Ook kunnen twee draden naast elkaar samen zijn gevoegd tot het zogenoemde tweelingsnoer. Het voordeel van een kern uit veel losse draden is dat de draad een veel hogere soepelheid heeft dan draad met een vaste kern, dat de draad daardoor veel minder snel breekt en dat de draad door het skineffect relatief meer stroom kan verwerken bij hogere frequenties, omdat er veel meer draadoppervlak is. Het nadeel van deze kern, dat bij het inklemmen in een kabelklem, waaronder bijvoorbeeld een kroonsteen, de draden niet allemaal onder de klemschroef blijven zitten, kan worden verholpen door gebruik te maken van adereindhulsen of kabelogen of -vorken. Hierin worden alle draden samen in een metalen busje geperst. Hoe meer draden er zich in de kern bevinden, hoe soepeler de kabel is. Met name de kern van meetsnoeren bestaan soms wel uit 600 superdunne koperdraadjes. Een gangbare aanduiding voor de samenstelling van litze is aantal draden × diameter van elk draadje, bijvoorbeeld: 10 × 0,1 of 48 × 0,3. Ook de centrumader van coaxkabel kan uit litze bestaan. Er bestaat ook speciaal litze voor hoogfrequenttoepassingen.
Desoldeerlitze (ook wel desoldeerdraad) is de Nederlandse naam voor "spider wick", een materiaal wat wordt gebruikt om te desolderen. Door de litze te verhitten terwijl het op de te desolderen tin wordt gedrukt, zuigt de litze de tin op. Dit is apart materiaal, maar het enige verschil is dat deze draad plat is in plaats van rond.
In onderstaande tabel worden de gegevens van gangbare litzedraden opgesomd alsmede van draad met een massieve kern ter vergelijking.
| Enkele ader Diameter (mm) | doorsnede (mm²) | oppervlak per m lengte (mm²) | weerstand*) per m lengte (ohm) | aantal aders | tot. doorsnede (mm²) | tot. oppervlak per m lengte (mm²) | tot. weerstand per m lengte (ohm) | max. belasting (max. stroom)+) (A) | kopermassa per m lengte (g) |
| ------------------------- | --------------- | ---------------------------- | ------------------------------ | ------------ | -------------------- | --------------------------------- | --------------------------------- | ---------------------------------- | --------------------------- |
| 0,020 (= 20 µm)           | 0,00031         | 63                           | 55                             | 320          | 0,101                | 20.000                            | 0,17                              | 1,7 (0,36)                         | 0,90                        |
| 0,020 (= 20 µm)           | 0,00031         | 63                           | 55                             | 460          | 0,145                | 29.000                            | 0,12                              | 2,3 (0,52)                         | 1,3                         |
| 0,030 (= 30 µm)           | 0,00071         | 94                           | 24                             | 36           | 0,025                | 3.400                             | 0,68                              | 0,5 (0,09)                         | 0,23                        |
| 0,030 (= 30 µm)           | 0,00071         | 94                           | 24                             | 200          | 0,141                | 19.000                            | 0,12                              | 2,3 (0,51)                         | 1,3                         |
| 0,040 (= 40 µm)           | 0,00126         | 126                          | 14                             | 35           | 0,044                | 4.400                             | 0,39                              | 0,8 (0,16)                         | 0,39                        |
| 0,050 (= 50 µm)           | 0,00196         | 157                          | 8,8                            | 10           | 0,020                | 1.600                             | 0,88                              | 0,4 (0,07)                         | 0,18                        |
| 0,070 (= 70 µm)           | 0,00385         | 220                          | 4,5                            | 45           | 0,173                | 9.900                             | 0,10                              | 2,8 (0,62)                         | 1,5                         |
| 0,071 (= 71 µm)           | 0,00396         | 223                          | 4,3                            | 20           | 0,079                | 4.500                             | 0,22                              | 1,3 (0,28)                         | 0,71                        |
| 0,10 (= 100 µm)           | 0,00785         | 314                          | 2,2                            | 30           | 0,236                | 9.400                             | 0,073                             | 3,7 (0,84)                         | 2,1                         |
| 0,10 (= 100 µm)           | 0,00785         | 314                          | 2,2                            | 60           | 0,471                | 19.000                            | 0,037                             | 7,1 (1,7)                          | 4,2                         |
| 0,10 (= 100 µm)           | 0,00785         | 314                          | 2,2                            | 90           | 0,707                | 28.000                            | 0,024                             | 10 (2,5)                           | 6,3                         |
| 0,10 (= 100 µm)           | 0,00785         | 314                          | 2,2                            | 120          | 0,942                | 38.000                            | 0,018                             | 14 (3,4)                           | 8,4                         |
| 0,15                      | 0,0177          | 471                          | 0,97                           | 1            | 0,0177               | 471                               | 0,97                              | 0,3 (--)                           | 0,16                        |
| 0,20                      | 0,0314          | 628                          | 0,55                           | 1            | 0,0314               | 628                               | 0,55                              | 0,6 (--)                           | 0,28                        |
| 0,30                      | 0,0707          | 942                          | 0,24                           | 1            | 0,0707               | 942                               | 0,24                              | 1,2 (--)                           | 0,63                        |
| 0,40                      | 0,126           | 1260                         | 0,14                           | 1            | 0,126                | 1.260                             | 0,14                              | 2,0 (--)                           | 1,1                         |
| 0,475                     | 0,177           | 1500                         | 0,10                           | 1            | 0,177                | 1.500                             | 0,10                              | 2,8 (--)                           | 1,6                         |
| 0,56                      | 0,246           | 1760                         | 0,070                          | 1            | 0,246                | 1.760                             | 0,070                             | 3,9 (--)                           | 2,2                         |
| 0,6                       | 0,283           | 1900                         | 0,061                          | 1            | 0,283                | 1.900                             | 0,061                             | 4,4 (--)                           | 2,5                         |
| 0,8                       | 0,50            | 2500                         | 0,034                          | 1            | 0,50                 | 2.500                             | 0,034                             | 7,5 (--)                           | 4,5                         |
| 1,0                       | 0,785           | 3100                         | 0,022                          | 1            | 0,785                | 3.100                             | 0,022                             | 12 (--)                            | 7,0                         |
| 1,4                       | 1,54            | 4400                         | 0,011                          | 1            | 1,54                 | 4.400                             | 0,011                             | 16 (--)                            | 14                          |
| 1,8                       | 2,54            | 5650                         | 0,007                          | 1            | 2,54                 | 5.650                             | 0,007                             | 25 (--)                            | 23                          |

*) Weerstand berekend uitgaande van een specifieke weerstand van 0,0172 ohm·mm²/m voor typisch elektrokoper "E-Cu 58".
+) Maximaal toegestane stroomdichtheid van 10-15 A/mm² bij d = 2-0,5mm  (DIN VDE 0891 T.1 en VDE 0100 T.523, 1981-06 Groep 2),
Tussen haakjes: als max. stroomdichtheid voor fijndradige kabels wordt 3,6 A/mm² genoemd,
Geëxtrapoleerde of berekende waarden cursief.